# 務安郡

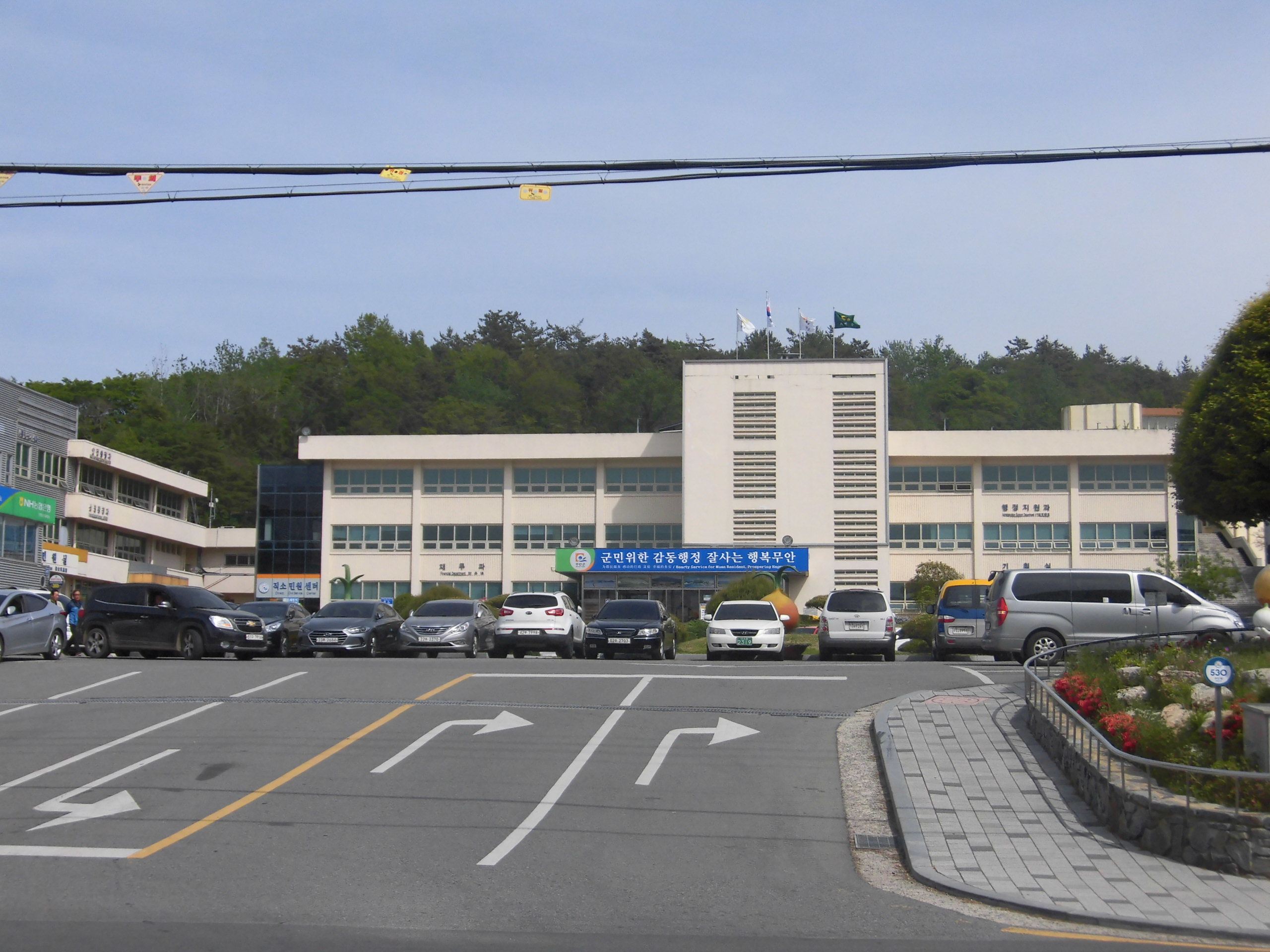
務安郡庁

務安郡（ムアンぐん）は、大韓民国全羅南道の西部にある郡である。務安郡の南西端には韓国西海岸有数の港町である木浦市が接しており、務安郡は木浦の近郊という位置づけにある。務安郡の西沖に浮かぶ島々は新安郡に属するが、かつては務安郡に属していた。2005年に光州にあった全羅南道庁が郡内の三郷面（現：三郷邑）五龍路（南岳里）に移転した。
全羅南道は務安郡で、対岸の中国を相手にする産業や企業などを集積させる「務安企業都市」計画を進めており、中国からの企業や学校進出も期待している。西海岸高速道路、務安-光州高速道路、および既存の光州空港を代替するための務安国際空港などのインフラ整備も行った。
黄海沿岸の海岸はリアス式海岸となっており、小さな半島や島、湾が入り組んでいる。干潟も多く、務安干潟はズグロカモメ、クロツラヘラサギ、カラシラサギなどの水鳥の飛来やタコ漁などで名高く2008年1月にラムサール条約登録地となった。しかし開発により干潟は破壊され年々縮小している。

## 歴史
- 百済の勿阿兮郡。
- 757年 - 務安郡設置。
- 1439年（世宗21年） - 木浦万戸鎮設置。（『木浦市公式サイト』木浦市の歴史）
- 1885年 - 木浦万戸鎮を廃止し務安郡に編入。
- 1887年 - 木浦開港。
- 1910年10月1日 - 務安府が木浦府に改称。
- 1914年
  - 1月17日 - 湖南線が木浦まで開通。
  - 4月1日 - 郡面併合により、木浦府の大部分（市街地の府内面と咸平郡に編入された金洞面・進礼面・佐村面・厳多面・新老面を除く）・智島郡の大部分（古群山面・蝟島面・落月面を除く）・莞島郡の一部（八禽面）・珍島郡の一部（都草面）を務安郡として編成。務安郡に以下の面が成立。[3]（25面）

二老面・一老面・朴谷面・清渓面・玄慶面・望雲面・海際面・三郷面・外邑面・石津面・智島面・荏子面・沙玉面・慈恩面・岩泰面・長山面・荷衣面・飛禽面・押海面・蝉島面・黒山面・箕佐面・安昌面・八禽面・都草面
- 1917年（21面）
  - 蝉島面が智島面・押海面に分割編入。
  - 箕佐面・安昌面・八禽面が合併し、安佐面が発足。
  - 沙玉面が智島面に編入。
- 1931年4月1日 - 外邑面が綿城面に改称。[4]（21面）
- 1932年
  - 二老面の一部が木浦府に編入。（21面）
  - 11月4日 - 石津面・朴谷面が合併して石谷面が発足。（20面）
- 1939年4月1日 - 石谷面が夢灘面に改称。（20面）
- 1957年11月6日 - 綿城面が務安面に改称。[5]（20面）
- 1963年1月1日（19面）[6]
  - 二老面を廃止し、三郷面・木浦市に分割編入。
  - 黒山面牛耳島里が都草面に編入。
  - 珍島郡鳥島面馬津島里が長山面に編入。
- 1969年1月1日 - 智島面・荏子面・慈恩面・飛禽面・都草面・黒山面・荷衣面・長山面・安佐面・岩泰面・押海面を新安郡として分離。[7]（8面）
- 1971年5月27日 - 望雲面に雲南出張所を設置。
- 1973年7月1日 - 三郷面の一部が木浦市に編入。（8面）
- 1979年5月1日 - 務安面が務安邑に昇格。[8]（1邑7面）
- 1980年12月1日 - 一老面が一老邑に昇格。[9]（2邑6面）
- 1983年2月15日 - 望雲面雲南出張所が雲南面に昇格。（2邑7面）
- 1987年1月1日 - 三郷面の一部が木浦市に編入。（2邑7面）
- 2005年11月 - 道庁が三郷面に移転し、道庁所在地となる。
- 2011年1月1日 - 三郷面が三郷邑に昇格。（3邑6面）

## 行政

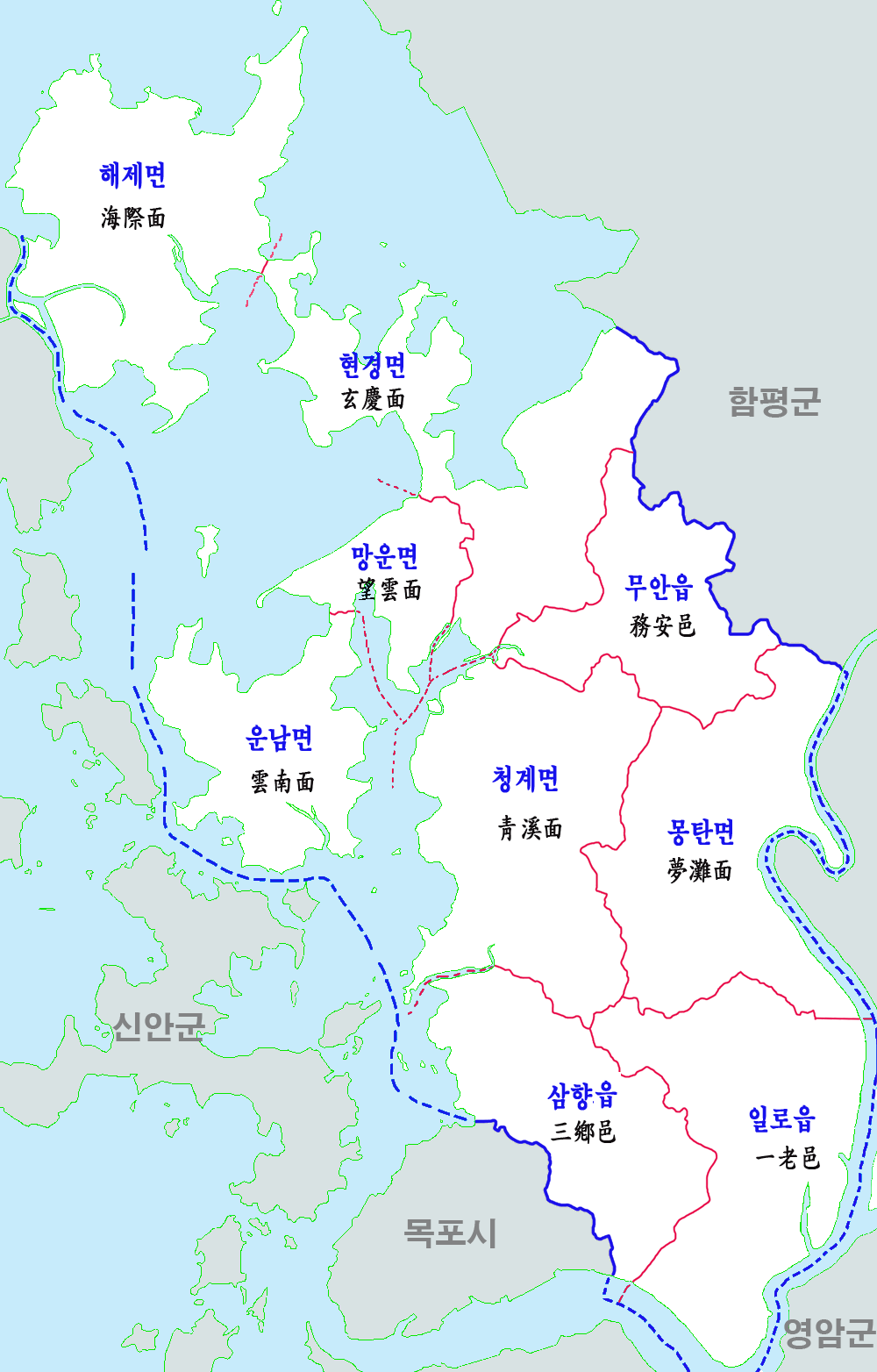
行政区域図

### 行政区域
| 邑・面 | 法定里 |
| ------ | --- |
| 務安邑 | 校村里、城内里、高節里、城南里、星岩里、城東里、玫谷里、新鶴里、龍月里、平龍里                                                               |
| 一老邑 | 月岩里、清湖里、望月里、竹山里、九井里、義山里、支壮里、龍山里、山亭里、上新基里、光岩里、伏龍里、甘豚里、五龍里                             |
| 三郷邑 | 任城里、南岳里、龍浦里、麦浦里、柳橋里、旺山里、芝山里                                                                                       |
| 夢灘面 | 九山里、帰鶴里、内里、茶山里、達山里、唐湖里、大峙里、明山里、夢江里、鳳鳴里、鳳山里、社倉里、沙川里、薬谷里、良壮里、梨山里、青龍里、鶴山里 |
| 清渓面 | 江亭里、九老里、南星里、南安里、道垈里、道林里、福吉里、伏龍里、司馬里、上馬里、西湖里、松峴里、月仙里、清渓里、清水里、清川里、台峰里       |
| 玄慶面 | 加入里、東山里、馬山里、松亭里、垂楊里、養鶴里、五柳里、外盤里、龍井里、平山里、海雲里、玄化里                                               |
| 望雲面 | 牧東里、牧西里、松峴里、炭島里、皮西里 |
| 雲南面 | 荷苗里、東岩里、蓮里、奈里、城内里 |
| 海際面 | 広山里、大士里、徳山里、万豊里、山吉里、石龍里、松石里、新井里、両梅里、洋月里、龍鶴里、柳月里、臨水里、蒼梅里、泉壮里、鶴松里               |

### 警察
- 務安警察署

### 消防
- 務安消防署

## 交通

### 鉄道
- 韓国鉄道公社（KORAIL）
  - 湖南線：務安駅 - 夢灘駅 - 一老駅
    - 全て旅客営業駅である。KTX・SRTは郡内に停車しない。

  - 大仏線：一老駅

### 高速道路
- 西海岸高速道路
  - 木浦インターチェンジ - 一老インターチェンジ - 木浦料金所 - 務安インターチェンジ
- 務安-光州高速道路
  - 務安空港インターチェンジ - 望雲インターチェンジ

### 国道
- 国道1号
- 国道2号
- 国道23号
- 国道24号線 (韓国)
- 国道77号

### 空港
- 務安国際空港

## 自然
- 務安干潟（英語版） - ラムサール条約登録湿地（韓国のラムサール条約登録地一覧参照）

## 出身人物
- 朴鐘八（ボクサー、元IBFおよびWBA世界スーパーミドル級王者）